# ليوبولد جيرناي
ليوبولد جيرناي مواليد 25 فبراير 1927 في بلجيكا - الوفاة 31 يوليو 2005، كان لاعب كرة قدم بلجيكي كان يلعب في مركز حراسة المرمى. سبق له أن لعب في كأس العالم لكرة القدم مع منتخب بلاده وذلك في مونديال عام 1954.

## روابط خارجية
- ليوبولد جيرناي على موقع الاتحاد الدولي (مؤرشف)  (الإنجليزية)
- ليوبولد جيرناي على موقع الاتحاد البلجيكي (الإنجليزية)
- ليوبولد جيرناي على موقع قاعدة بيانات كرة القدم.إي يو (الإنجليزية)
- ليوبولد جيرناي على موقع ناشيونال فوتبول تيمز (الإنجليزية)
- ليوبولد جيرناي على موقع عالم كرة القدم.نت (الإنجليزية)